# Bruno Fernando
Bruno Afonso David Fernandes, noto semplicemente come Bruno Fernando (Luanda, 15 agosto 1998), è un cestista angolano, professionista nella Liga ACB e in Eurolega con il Real Madrid.

## Carriera
È stato selezionato dai Philadelphia 76ers al secondo giro del Draft NBA 2019 (34ª scelta assoluta).

## Statistiche

### NCAA
| Anno      | Squadra            | PG | PT | MP   | TC%  | 3P%  | TL%  | RP   | AP  | PRP | SP  | PP   |
| --------- | ------------------ | -- | -- | ---- | ---- | ---- | ---- | ---- | --- | --- | --- | ---- |
| 2017-2018 | Maryland Terrapins | 30 | 20 | 22,4 | 57,8 | 33,3 | 74,0 | 6,5  | 0,7 | 0,4 | 1,2 | 10,3 |
| 2018-2019 | Maryland Terrapins | 34 | 33 | 30,0 | 60,7 | 30,0 | 77,9 | 10,6 | 2,0 | 0,6 | 1,9 | 13,6 |
| Carriera  | Carriera           | 64 | 53 | 26,4 | 59,5 | 30,8 | 76,3 | 8,7  | 1,4 | 0,5 | 1,6 | 12,0 |

#### Massimi in carriera
- Massimo di punti: 25 vs Indiana (11 gennaio 2019)[1]
- Massimo di rimbalzi: 19 vs Nebraska-Lincoln (6 febbraio 2019)
- Massimo di assist: 5 (2 volte)
- Massimo di palle rubate: 2 (7 volte)
- Massimo di stoppate: 6 vs Michigan (3 marzo 2019)
- Massimo di minuti giocati: 39 vs Michigan (3 marzo 2019)

### NBA

#### Regular Season
| Anno      | Squadra         | PG  | PT | MP   | TC%  | 3P%  | TL%  | RP  | AP  | PRP | SP  | PP  |
| --------- | --------------- | --- | -- | ---- | ---- | ---- | ---- | --- | --- | --- | --- | --- |
| 2019-2020 | Atlanta Hawks   | 56  | 13 | 12,7 | 51,8 | 13,6 | 56,9 | 3,5 | 0,9 | 0,3 | 0,3 | 4,3 |
| 2020-2021 | Atlanta Hawks   | 33  | 0  | 6,8  | 40,9 | 0,0  | 68,2 | 2,4 | 0,3 | 0,1 | 0,1 | 1,5 |
| 2021-2022 | Boston Celtics  | 20  | 0  | 2,9  | 50,0 | 100  | 80,0 | 0,8 | 0,2 | 0,0 | 0,2 | 1,0 |
| 2021-2022 | Houston Rockets | 10  | 0  | 9,4  | 70,7 | 0,0  | 57,9 | 4,0 | 0,3 | 0,1 | 0,8 | 6,9 |
| 2022-2023 | Houston Rockets | 31  | 4  | 11,7 | 51,6 | 0,0  | 68,2 | 3,9 | 1,0 | 0,2 | 1,0 | 4,1 |
| 2022-2023 | Atlanta Hawks   | 8   | 0  | 5,1  | 57,9 | 0,0  | 83,3 | 1,9 | 0,1 | 0,0 | 0,4 | 3,4 |
| 2023-2024 | Atlanta Hawks   | 45  | 2  | 15,2 | 58,3 | 0,0  | 66,7 | 4,3 | 1,0 | 0,6 | 0,6 | 6,3 |
| 2024-2025 | Toronto Raptors | 17  | 2  | 8,6  | 53,1 | -    | 75,0 | 3,0 | 1,1 | 0,2 | 0,5 | 3,4 |
| Carriera  | Carriera        | 220 | 21 | 10,6 | 54,3 | 12,2 | 65,3 | 3,2 | 0,7 | 0,3 | 0,5 | 4,0 |

#### Play-off
| Anno     | Squadra       | PG | PT | MP  | TC%  | 3P% | TL% | RP  | AP  | PRP | SP  | PP  |
| -------- | ------------- | -- | -- | --- | ---- | --- | --- | --- | --- | --- | --- | --- |
| 2021     | Atlanta Hawks | 6  | 0  | 1,9 | 66,7 | -   | 100 | 0,2 | 0,0 | 0,0 | 0,0 | 1,0 |
| Carriera | Carriera      | 6  | 0  | 1,9 | 66,7 | -   | 100 | 0,2 | 0,0 | 0,0 | 0,0 | 1,0 |

#### Massimi in carriera
- Massimo di punti: 19 vs Boston Celtics (9 aprile 2023)[2]
- Massimo di rimbalzi: 12 vs Washington Wizards (26 gennaio 2020)
- Massimo di assist: 7 vs Atlanta Hawks (19 ottobre 2022)
- Massimo di palle rubate: 2 (5 volte)
- Massimo di stoppate: 4 (2 volte)
- Massimo di minuti giocati: 25 vs Atlanta Hawks (19 ottobre 2022)

### G League
| Anno      | Squadra       | PG | PT | MP   | TC%  | 3P%  | TL%  | RP  | AP  | PRP | SP  | PP   |
| --------- | ------------- | -- | -- | ---- | ---- | ---- | ---- | --- | --- | --- | --- | ---- |
| 2019-2020 | C.P. Skyhawks | 3  | 3  | 25,9 | 50,0 | 20,0 | 0,0  | 6,0 | 3,3 | 1,0 | 2,3 | 9,7  |
| 2021-2022 | Maine Celtics | 7  | 2  | 19,5 | 65,2 | -    | 46,7 | 8,0 | 2,6 | 0,6 | 0,7 | 10,3 |
| 2023-2024 | C.P. Skyhawks | 1  | 0  | 21,0 | 44,4 | -    | 0,0  | 5,0 | 2,0 | 1,0 | 2,0 | 8,0  |
| Carriera  | Carriera      | 11 | 5  | 21,5 | 57,8 | 20,0 | 38,9 | 7,2 | 2,7 | 0,7 | 1,3 | 9,9  |

## Palmarès
- Campionato spagnolo: 1:

2024-2025